# (13609) Lewicki
(13609) Lewicki (1994 TK11) – planetoida z pasa głównego asteroid okrążająca Słońce w ciągu 3,89 lat w średniej odległości 2,47 j.a. Odkryta 10 października 1994 roku.